# Tăng proline máu
Tăng proline máu là một tình trạng xảy ra khi amino acid proline không bị phân hủy đúng cách bởi các enzyme proline oxyase hoặc pyrroline-5-carboxylate dehydrogenase, gây ra tích lũy proline trong cơ thể.

## Di truyền

Hyperprolinemia có kiểu di truyền lặn tự phát.

Đột biến ở các gen ALDH4A1 và PRODH làm tăng proline máu.
Tăng proline máu loại I gây ra bởi một đột biến trong gen PRODH, mã hóa cho enzym proline oxyase. Enzym này bắt đầu quá trình phân giải proline bằng cách bắt đầu phản ứng chuyển đổi nó thành pyrroline-5-carboxylate.
Tăng proline máu type II là do đột biến gen ALDH4A1, do enzym 1-pyrroline-5-carboxylate dehydrogenase. Enzym này giúp phân hủy pyrroline-5-carboxylate được tạo ra trong phản ứng trước đó, chuyển đổi nó thành amino acid glutamate. Sự chuyển đổi giữa proline và glutamine, và phản ứng ngược được kiểm soát bởi các enzym khác nhau, là những yếu tố quan trọng cần thiết để duy trì sự trao đổi chất và sản xuất protein phù hợp.
Sự thiếu hụt proline oxyase hoặc pyrroline-5-carboxylate dehydrogenase dẫn đến sự tích tụ proline trong cơ thể. Sự thiếu hụt enzym sau này làm cho nồng độ proline cao hơn và sự tích lũy của sản phẩm phân hủy trung gian pyrroline-5-carboxylate, gây ra các dấu hiệu và triệu chứng của tăng proline máu loại II.
Tăng proline máu được di truyền theo mô hình lặn tự phát, có nghĩa là hai bản sao của gen trong mỗi tế bào bị thay đổi. Thông thường, bố mẹ của một cá thể bị rối loạn lặn tự phát là người mang gen dị hợp tử, chỉ có một bản sao của gen bị thay đổi, không biểu hiện dấu hiệu và triệu chứng của rối loạn.
Trong khoảng 1 phần 3 trường hợp tăng proline máu, những người mang một bản sao của gen PRODH bị thay đổi có nồng độ proline tăng vừa phải trong máu, tuy nhiên các mức này không gây ra vấn đề sức khỏe nào. Các cá thể có một gen ALDH4A1 bị thay đổi có mức proline trong máu bình thường.

## Chẩn đoán

### Loại

#### Tăng proline máu loại I
Rất khó để xác định tỷ lệ mắc bệnh tăng proline máu loại I, vì nhiều người mắc bệnh này thường không có triệu chứng. Những người bị tăng prolinemia loại I có nồng độ proline trong máu từ 3 đến 10 lần so với bình thường. Một số cá thể với loại I biểu hiện co giật, thiểu năng trí tuệ hoặc các vấn đề về thần kinh khác.

#### Tăng proline máu loại II
Tăng proline máu loại II dẫn đến nồng độ proline trong máu cao hơn từ 10 đến 15 lần so với bình thường và nồng độ cao của một hợp chất liên quan có tên gọi pyrroline-5-carboxylate. Dạng rối loạn hiếm gặp này đôi khi có thể biểu hiện lành tính, nhưng thường liên quan đến co giật, kinh giật và thiểu năng trí tuệ.
Tăng proline máu cũng có thể xảy ra với các điều kiện khác, chẳng hạn như suy dinh dưỡng hoặc bệnh lý về gan. Đặc biệt, những người có điều kiện gây ra nồng độ axit lactic trong máu tăng cao, chẳng hạn như tăng axit lactic máu, có khả năng tăng cao proline, vì axit lactic ức chế phân hủy proline.

## Điều trị
Chế độ ăn uống hạn chế lượng protein thu vào.

## Nghiên cứu
Một nghiên cứu năm 2005 trên chuột cho thấy tăng proline máu gây ra rối loạn chức năng nhận thức.